# Voúla
Voúla (grec moderne : Βούλα) est une ancienne municipalité de Grèce ayant en 2011 une population de 28 364 habitants. Elle fait partie du dème de Vári-Voúla-Vouliagméni.